# GP32
 (mai 2020).
Si vous disposez d'ouvrages ou d'articles de référence ou si vous connaissez des sites web de qualité traitant du thème abordé ici, merci de compléter l'article en donnant les références utiles à sa vérifiabilité et en les liant à la section « Notes et références ».
La Game Park 32 (GP32) est une console portable d'origine coréenne fabriquée par Game Park. Sortie en Corée au 23 novembre 2001 puis dans une partie de l'Europe (Italie, Espagne et Portugal) le 15 juin 2004.

## Caractéristiques techniques
- Processeur : 32 bits ARM920T à 133 MHz (sous-cadencé à 66 MHz pour augmenter l'autonomie et sur-cadençable jusqu'à 256 MHz (en général 166 MHz maximum)
- Mémoire : 8 Mo RAM et 512 ko ROM
- Écran : TFT LCD antireflets
  - Taille : 53×71 mm
  - Définition : 320×240 px
  - 65 536 couleurs
- Son : 2 mini HP stéréo (son 16 bits), prise casque
- Support amovible : Carte Smart Media
- Dimensions :
  - Largeur : 88 mm
  - Longueur : 147 mm
  - Épaisseur : 34 mm
  - Poids (avec batterie) : 223 g
- Alimentation : 2 piles LR6 pour une autonomie de 12 h (≈6 h en 166 MHz)
- Divers :
  - Multijoueur sans fil par ondes radio (RF link)
  - Connexion USB
  - Lecture de MP3 intégrée
- Trois variantes :
  - Version classique (pas de rétro-éclairage)
  - Version FLU (Front Light Unit = éclairage par le côté)
  - Version BLU (Back Light Unit = rétro-éclairage) élaborée pour la sortie européenne, capable de fonctionner à 166 MHz sans crainte d'endommager la machine. Il existe aussi la blu+, c'est la dernière version sortie, elle possède un écran taiwaïnais contrairement au Samsung de la blu, il est de meilleure qualité mais pose plus de problèmes avec les softs non corrigés pour cet écran.

## Une console atypique
Game Park a conçu une console « ouverte » sur laquelle des programmeurs peuvent faire leurs propres jeux et programmes. Ainsi, des dizaines d'émulateurs pour des consoles, des 8 bits (NES, Master System, PC-Engine...) aux 16 bits (Mega Drive, Super Nintendo...) ont vu le jour ainsi que des portages de jeux PC tels que Doom, Quake, Duke Nukem 3D ou encore des programmes pour lire les photos ou les DivX.
Cependant, le catalogue officiel de jeux est assez pauvre, et fait aggravant, seulement 6 jeux ont été traduits en anglais. Ainsi, malgré l'engouement de milliers de joueurs à travers le monde et une distribution européenne assurée par Virgin Play, la société Game Park n'a pas su transformer la GP32 en projet viable.
Le son de la SNES n'est pas bien émulé. Les jeux Mega Drive passent bien.
La société Game Park se scinde en deux en 2005. Game Park Inc et GamePark Holdings. Ces deux sociétés préparent la relève chacune dans leur coin :
- La GP2X pour Game Park Holdings
- La XGP pour Game Park Inc

Game Park dépose le bilan à la fin de l'année 2006, faute d'avoir trouvé de nouveaux débouchés pour ses derniers projets de consoles.

## Émulation
Depuis sa sortie en Corée, la GP32 est rapidement devenue prisée par les amateurs de vieux jeux vidéo. Grâce à sa connexion USB, beaucoup d'émulateurs permettant de retrouver nombre de jeux sur la portable coréenne ont été lancés. NES, Super Nintendo, Game Boy, Game Boy Color, GameGear, Atari 2600, Atari ST, Neo Geo Pocket, PC Engine, Coleco Vision, Dragon 32/64 et Wonderswan entre autres. La machine est aussi capable d'exécuter l'émulateur "MAME", qui permet de jouer à quantités de jeux d'arcade.
De plus, cette console était utilisée comme lecteur de fichiers .mod, un format qui n'est plus très utilisé à ce jour, au détriment du MP3.

## Liste de jeux
- Astonishia Story R
- Blue Angelo
- Dooly Soccer 2002
- Dungeon and Guarder
- DyHard Infinity
- Funny Soccor
- Gloop Deluxe
- GP Fight
- Hany Party Game
- Her Knights
- Kimchi-Man
- Little Wizard
- Mill
- Oneshot Voca
- Pinball Dreams
- Princess Maker 2
- Rally Pop
- Raphael
- Story of Bug Eyed Monster
- Super Plusha
- Tales of Windyland
- Tanggle's Magic Square
- Tears: Contact
- Therapy
- Tomak: Save the Earth, Again
- Treasure Island
- Wanna be Wizard!
- Winter Is...
- Wizard Slayer